# Station Galanta

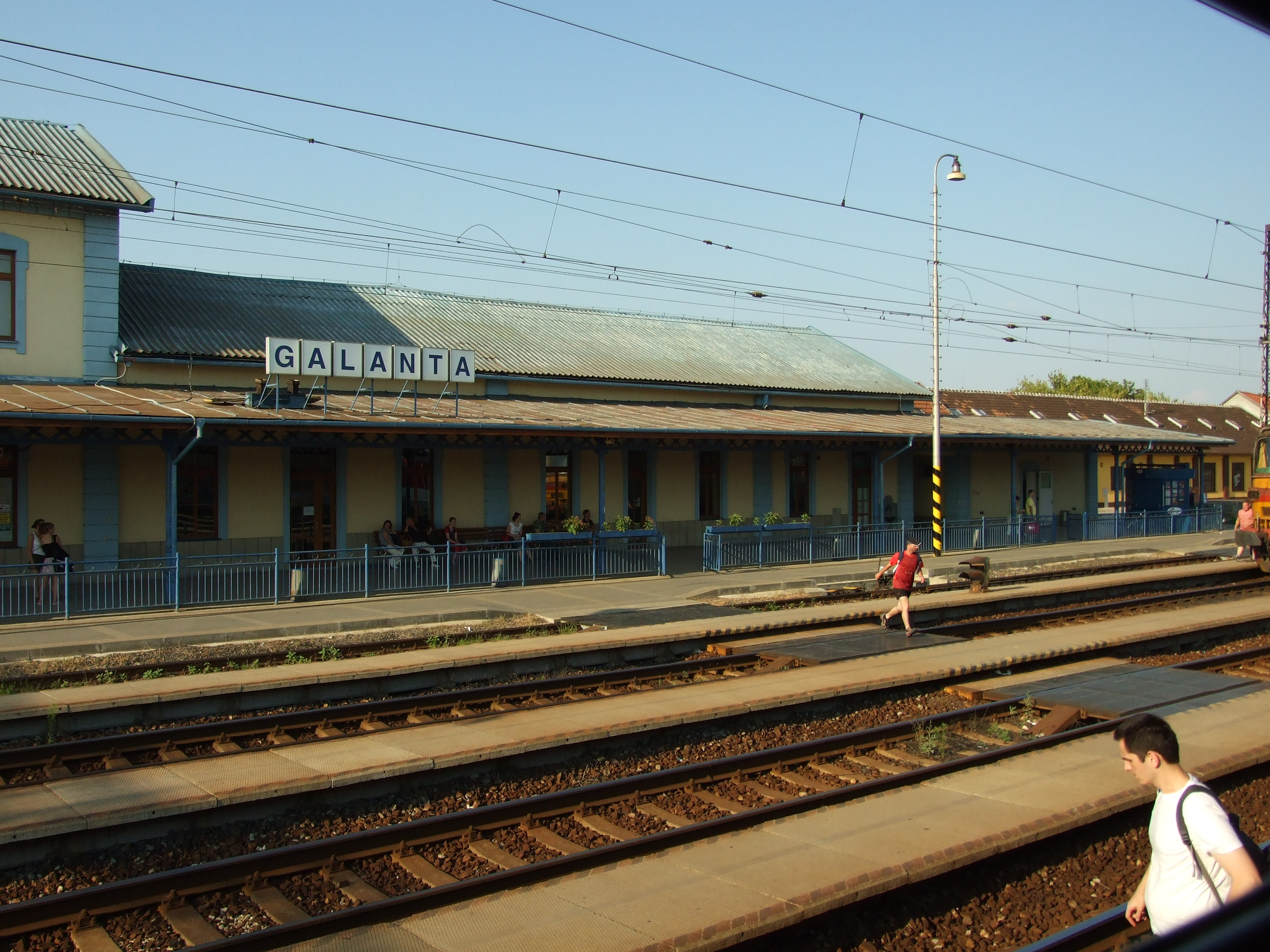
Zicht op de perrons en de sporen.

Station Galanta is een treinstation in Slowakije, gelegen aan de Staničná ulica (vertaald: "Stationsstraat") in de stad Galanta.

## Geschiedenis
In 1850 werd in Galanta het eerste stationsgebouw in dienst gesteld. Anno 2024 zijn er drie perrons.
De sporen zijn geëlektrificeerd en worden gevoed met 25 kV wisselspanning (50 Hz).

## Verkeer
Deze spoorweginstelling regelt de toegang tot:
- de dubbelsporige lijn 130 (Bratislava – Nové Zámky – Štúrovo)
- de dubbelsporige lijn 133 (Galanta – Sereď – Leopoldov)
- de enkelsporige lijn Sereď – Trnava (via een vertakking op de lijn 133).

Passagierstreinen en EuroCity-treinen met bestemming of herkomst Hongarije passeren in Galanta.

## Stedelijk vervoer
Aan de voorzijde van het ontvangstgebouw is een halte voor openbare autobussen.

## Dienstverlening
Anno 2025 is in het station een loket met personeel waar inlichtingen worden verstrekt en reisbiljetten verkocht.
Het station ligt op een kleine afstand van het stadscentrum. Er zijn toiletten, een wachtzaal, en een verkooppunt voor diverse versnaperingen.